# Новий день (телесеріал)
«Новий день» (англ. Day Break) — американський фантастичний детективний телесеріал з елементами бойовика та драми 2006 р. Головну роль детектива Бретта Хоппера виконав Тей Діггз, якого звинувачуюють у вбивстві помічника окружного прокурора Альберто Гарзи. Хоппер потрапляє в часову петлю та переживає один і той же день знову й знову. Сюжет розгортається навколо спроби Бретта розгадати таємницю вбивства, і з'ясувати, хто ж стоїть за змовою навколо нього.

## Сюжет
Детектив з Лос-Анджелеса, Бретт Хопер, «застряг» у повторюваному знову і знову дні, в якому його помилково звинувачують у вбивстві помічника окружного прокурора Альберто Гарзи. Кожен день він більше і більше дізнається про обставини цього злочину. Хоппер повинен виправдати себе, але його близькі також виявляються обплутані павутиною таємної змови, що ставить під загрозу їх життя.
День може змінюватися через будь-яку нову дію чи рішення Хоппера: боротися за своє виправдання або тікати від звинувачень у вбивстві. Щонайменше ще для однієї людини, як і для Хоппера, цей день повторюється знову і знову, але його дії рідко зачіпали детектива, поки вони не почали разом розбиратися в загадках цього дня.
У той час як кожен епізод може початися з будь-якого моменту дня і містити будь-яку кількість його повторень, Хоппер кожен день прокидається о 6:17 ранку в ліжку у своєї дівчини Рити Шелтон. Хоппер пам'ятає всі події минулих днів і отримані ним рани не зникають з настанням нового дня. Однак рани і смерті інших людей в новий день не переносяться.
Якщо Хоппер серйозно впливає на певну ситуацію, пов'язані події іноді змінюються. Це в основному призводить до того, що певні люди прокидаються вранці з новим ставленням або зі зміненими поглядами на деякі речі і події, на які впливав Хоппер в попередньому циклі дня. Зміни можуть бути прямо протилежними: наприклад, почуття Рити до Хоппера в 11, 12 і 13 епізодах.

## Ролі

### Головні
| Актор          | Роль           | Опис персонажа |
| -------------- | -------------- | --- |
| Тей Діггз      | Бретт Хоппер   | Центральний герой серіалу. Детектив, якого підставили у вбивстві помічника окружного прокурора Альберто Гарзи |
| Мун Бладгуд    | Рита Шелтон    | Дівчина Бретта. Вона медсестра і є мішенню для тих, хто підставив Бретта. |
| Мета Голдінг   | Дженіфер Метіс | Сестра Бретта. Працює вчителькою в школі |
| Вікторія Пратт | Андреа Баттл   | Напарниця Бретта, детектив. Щодо неї проводиться внутрішнє розслідування через підозрілу угоду, яку вона провела з її інформатором «Слімом». У неї романтичні стосунки з Едді Райз, колишнім поліцейським, який має пристрасть до наркотиків. |
| Рамон Родрігес | Дем'єн Ортіс   | Інформатор Бретта. Член банди, який пішов проти своєї ж банди. Укриття, в якому він перебував, піддалося нападу вночі, напередодні повторюваного дня, але йому вдалося втекти.                                                                |
| Адам Болдуін   | Чед Шелтон     | Колишній напарник Бретта. Детектив у відділі внутрішніх розслідувань і колишній чоловік Рити Шелтон. |

### Другорядні
| Актор            | Роль              | Опис персонажа                                                         |
| ---------------- | ----------------- | ---------------------------------------------------------------------- |
| Мітч Піледжі     | Армен Співак      | Детектив                                                               |
| Йєн Ентоні Дейл  | Крістофер Чой     | Детектив                                                               |
| Джо Нейвз        | Фенсік            | «Загадкова людина»                                                     |
| Мішель Макгреді  | Бухалтер          | «Загадкова людина»                                                     |
| Джим Бівер       | Нік Вуковіч       | Поліцейський у відставці, колишній напарник батька Бретта.             |
| Дон Франклін     | Рендел Метіс      | Директор школи, чоловік Дженіфер (сестри Бретта)                       |
| Мішель Б.Сільвер | Натан Бакстер     | Окружний прокурор                                                      |
| Бахар Сумех      | Марго Кларк       | Жінка з кав'ярні, яка потрапляє під автобус. Секретар судді Нідзберга. |
| Джонатан Бенкс   | Конрад Детвайлер  | «Загадкова людина»                                                     |
| Нестор Карбонелл | Едді Рейєс        | Коханець Андреа, колишній поліцейський                                 |
| Джон Гетц        | Тобіас Бут        | Член міської ради                                                      |
| Ерік Штейнберг   | Денні Ян / «Слім» | Наркодилер                                                             |
| Джон Рубінштейн  | Баррі Колберн     | Адвокат                                                                |
| Клейтон Ронер    | Джаред Прайор     | Людина, яка також потрапила в часову петлю.                            |

## Виробництво
Прем'єра серіалу відбулася 15 листопада 2006 р. Низький рейтинг призвів до того, що шоу зняли з ефіру 15 грудня того ж року. На сайті ABC.com у вільний доступ викладено весь серіал, включаючи серії не показані по телебаченню.
Через проблеми з правами на музику, використану в серіалі, ABC не змогла відразу викласти всі серії в online-доступ. 14 січня 2007-го компанія оголосила, що останні епізоди будуть доступні до кінця лютого. 29 січня на ABC.com розміщені шість епізодів серіалу, що показувалися в ефірі телеканалу, і ще чотири нових епізоди. Епізоди 11 і 12 були розміщені протягом наступних двох тижнів.
Розміщення тринадцятого (останнього) епізоду, яке спочатку планувалося на 19 лютого, неодноразово відкладалося. Через 3 тижні, 2 березня 2007 р., він викладений у мережі. Було заявлено, що причиною затримки стали проблеми з авторськими правами на оригінальний саундтрек з фінальної частини епізоду.
Приблизна кількість глядачів серіалу становить 6,5 млн.

## Список епізодів
Назва кожного епізоду (крім першого) починається зі слів «Що якщо…» (англ. What If ...).
| #  | Прем'єра          | Назва                                                                   | Опис | Рейтинг (глядачів) |
| 1  | 15 листопада 2006 | Пілотний епізод (англ. «Pilot»)                                         | Коли детектив Бретт Хопер прокинувся цього ранку, він думав, що це буде звичайний день, такий же як всі інші. Але скоро він дізнається, що його звинувачують у вбивстві помічника окружного прокурора Альберто Гарзи. Дівчина Хоппера, з якою він провів ніч, коли сталося це вбивство, таємничо зникає, і Хопперу не вдається підтвердити своє алібі. Йому ніхто не вірить, і детектив потрапляє за ґрати. Наступного ранку, прокинувшись, він виявив, що переживає заново той же день і його кохана в небезпеці. | 10,6 млн.          |
| 2  | 15 листопада 2006 | «Що якщо вони втечуть» (англ. «What If They Run»)                       | Бретт, намагаючись припинити повторення дня, вирішує взяти Риту і помчати з нею з міста. Але скоро він дізнається про фатальні наслідки своїх необдуманих дій для його знайомих і рідних. | 8,6 млн.           |
| 3  | 22 листопада 2006 | «Що якщо він її відпустить» (англ. «What If He Lets Her Go»)            | Хоппер дізнається, що хтось з оточуючих його людей може бути замішаний у фабрикації проти нього справи про вбивство Гарзи. Тим часом, Хоппер виявляє деякі важливі докази, які можуть допомогти йому нарешті припинити цей кошмарний день. | 5,2 млн.           |
| 4  | 29 листопада 2006 | «Що якщо він може змінити день» (англ. «What If He Can Change the Day») | Намагаючись знайти того, хто його підставив, Хоппер починає розуміти, що привернуло інтерес відділу внутрішніх розслідувань до його напарниці Андреа. | 4,73 млн.          |
| 5  | 6 грудня 2006     | «Що якщо вони потраплять у халепу» (англ. «What If They're Stuck»)      | Щоб довести свою невинність, Бретт двічі відвідує офіс відділу внутрішніх розслідувань, намагаючись знайти папку зі справою про вбивство, яке розслідував його батько. Під час першого візиту все проходить не зовсім так, як Бретт планував, але другий візит виявляється не кращим, коли у Хоппера не залишається ніякого іншого вибору, як взяти когось у заручники. | 4,5 млн.           |
| 6  | 13 грудня 2006    | «Що якщо вони знайдуть його» (англ. «What If They Find Him»)            | Хоппер вистежує одного з керівників змови проти нього. Він також дізнається, що повинен уважно стежити і обдумувати наслідки своїх рішень, оскільки його дії можуть призвести до того, що день протікатиме за найгіршим сценарієм, який тільки можна уявити. | 3,1 млн.           |
| 7  | 29 січня 2007*    | «Що якщо він не один» (англ. «What If He's Not Alone»)                  | Хоппер вважає, що може знайти когось, хто був ненавмисно залучений в його безперервний день і міг бути захоплений тією ж повторюваною петлею. |                    |
| 8  | 29 січня 2007*    | «Що якщо вона бреше» (англ. «What If She's Lying»)                      | Хоппер вважає, що його сестра Дженіфер якось залучена в його жахливий день і щось від нього приховує. Щоб з'ясувати, що вона боїться розповісти, Бретт відвідує свою матір, щоб розібратися в старих поліцейських паперах свого батька і знайти там що-небудь корисне. |                    |
| 9  | 29 січня 2007*    | «Що якщо вони об'єднаються» (англ. «What If They're Connected»)         | Хоппер дізнається, що війна між двома бандами може бути пов'язана з його хибним обвинуваченням у вбивстві. Тим часом, Бретт приходить на місце вбивства Гарзи і намагається зрозуміти, хто насправді міг убити помічника окружного прокурора. |                    |
| 10 | 29 січня 2007*    | «Що якщо він вільний» (англ. «What If He's Free»)                       | Після зустрічі з убивцею Гарзи Хоппер починає сумніватися, що його день коли-небудь припиниться. |                    |
| 11 | 4 лютого 2007*    | «Що якщо він піде» (англ. «What If He Walks Away»)                      | Хоппер намагається втекти з кожним днем разом з Ритою, але всі його дії постійно мають негативні наслідки. Тим часом, Бретт дізнається, що той, кому, як він вважав, можна вірити, зрадив його. |                    |
| 12 | 12 лютого 2007*   | «Що якщо вона — ключ» (англ. «What If She's the Key»)                   | Хоппер дізнається, що Рита приховує від нього секрет, який може грати центральну роль в його повторюваному дні. |                    |
| 13 | 2 березня 2007*   | «Що якщо це він» (англ. «What If It's Him»)                             | Вирішальний день Хоппера вже близький і відповіді на всі його питання скоро будуть отримані — але доживе він до кінця? |                    |

* Викладені на сайті ABC.com.

## Критика
Рейтинг на сайті IMDb — 8,2/10.